# Cosmophorus undulatus
Cosmophorus undulatus är en stekelart som beskrevs av Sergey A. Belokobylskij 2000. Cosmophorus undulatus ingår i släktet Cosmophorus och familjen bracksteklar. Inga underarter finns listade i Catalogue of Life.